# NGC 2260
NGC 2260 је расејано звездано јато у сазвежђу Једнорог које се налази на NGC листи објеката дубоког неба.
Деклинација објекта је - 1° 28' 20" а ректасцензија 6h 38m 3,0s. Привидна величина (магнитуда) објекта NGC 2260 износи 10,8.